# Коган, Владимир Игоревич
Влади́мир И́горевич Ко́ган (27 апреля 1963, Ленинград, СССР — 19 июня 2019, Москва, Россия) — российский предприниматель и банкир
, владелец контрольного пакета акций, председатель наблюдательного совета банка «Уралсиб», бывший совладелец Промышленно-строительного банка Санкт-Петербурга, государственный деятель. Директор департамента строительства Министерства регионального развития в 2008—2011 годы, в период с июля по декабрь 2012 года — заместитель министра регионального развития — руководитель Федерального агентства по строительству и жилищно-коммунальному хозяйству. В рейтинге Forbes в 2018 году среди богатейших людей России находился на 91 позиции с состоянием 1,1 млрд долларов.

## Биография
Владимир Игоревич Коган родился 27 апреля 1963 года в Ленинграде.
Окончил специализированную физико-математическую школу № 239.
После получения среднего образования поступил в Ленинградский политехнический институт, но учёбу не закончил — его отчислили с первого курса.
В 1983—1985 годах проходил срочную службу в рядах Советской Армии.
В 1989 году, окончив Ленинградский инженерно-строительный институт по специальности «инженер-автомеханик», начал работать на автобазе Госкоминтуриста Ленинграда.
В начале 1990-х годов создал и возглавил несколько торговых организаций. Согласно сообщениям СМИ, в это же время Коган был близок с неформальным кружком ленинградских экономистов, куда входили Анатолий Чубайс, Алексей Кудрин, Илья Южанов и др.
С 1990 по 1992 год — заместитель директора Ассоциации предприятий и обществ «Инвест».
С 1992 по 1998 год — генеральный директор СП «Петровский трейд Хаус».
В 1994 году фирмы «Петровский трейд хаус» и «Инверт-брок» Когана стали акционерами Промышленно-строительного банка Санкт-Петербурга, в марте того же года Коган был избран заместителем председателя совета банка. В апреле 1996 года Коган стал председателем наблюдательного совета банка.
В 1995 году в Санкт-Петербургском государственном университете экономики и финансов защитил кандидатскую диссертацию на тему «Прогнозирование регионального рынка недвижимости», кандидат экономических наук.
С октября 1996 года — член совета при правительстве РФ по вопросам банковской деятельности. С 2001 по 2006 год — член бюро правления Российского союза промышленников и предпринимателей (в 2006 году добровольно покинул бюро).
Осенью 1997 года возглавил созданный ЗАО «Банкирский дом Санкт-Петербурга». Места вице-президентов в организации занимали жена председателя Счётной палаты Сергея Степашина Тамара Степашина и бывший кандидат в губернаторы Петербурга бывшая начальник Фрунзенского РУВД Петербурга Анна Маркова.
В сентябре 2004 года Коган продал 75 % акций «Промстройбанка» Внешторгбанку, перейдя на работу в Федеральное агентство по строительству и жилищно-коммунальному хозяйству (Росстрой).
С октября 2005 года — директор федерального предприятия «Северо-Западная дирекция Госстроя России — дирекция комплекса защитных сооружений Санкт-Петербурга от наводнений». 30 декабря 2004 года назначен заместителем руководителя Росстроя.
В июле 2008 года назначен руководителем департамента Минрегионразвития РФ.
В 2010 году совместно с партнёрами Ю. Г. Крымским и А. З. Исхаковым приобрел 100 % пакет акций Афипского НПЗ.
10 ноября 2011 года был подписан указ президента РФ о награждении Когана орденом «За заслуги перед Отечеством» IV степени.
С июля по декабрь 2012 года занимал пост руководителя Федерального агентства по строительству и жилищно-коммунальному хозяйству в ранге заместителя министра регионального развития.
В 2015 году приобрёл контрольный пакет акций банка «Уралсиб».

### Болезнь и смерть
Весной 2018 года, вскоре после возвращения из Аргентины, где Коган совершал восхождение в высокогорье, дома перенёс внезапный инсульт. При этом время для оказания экстренной медицинской помощи было упущено, поскольку рядом никого не оказалось. Находился в коме с 15 апреля 2018 года, его состояние поддерживали аппараты искусственного обеспечения.
Скончался 19 июня 2019 года в частной клинике, расположенной в Даниловском районе Москвы. Сообщается, что последние полтора месяца он находился в реанимации в бессознательном состоянии.
Похоронен, согласно своему завещанию, в соответствии с еврейским погребальным ритуалом в Герцлии, близ Тель-Авива, рядом с могилой матери.

## Личное состояние
Согласно сведениям о доходах и имуществе, личный доход Владимира Когана в 2010 году составил почти 821 млн руб., а вместе с супругой — почти 830 млн руб. Имел в собственности пять квартир, два жилых дома (один из них — на Кипре), четыре автомобиля (Cadillac Escalade ESV, Land Rover Range Rover, Mercedes-Benz S500 4M и Porsche Cayenne Turbo).
По данным российского издания журнала Forbes, доход семьи Когана в 2011 году составил 829,37 млн руб., а его состояние в 2013 году составляло 0,95 млрд долларов. В 2018 году его состояние Forbes оценил в 1,1 млрд долларов.

## Семья
Был женат. Вдова — Людмила Валентиновна Коган, 1965 г. р., гендиректор компании «БФА-Девелопмент» (ранее «Петровский трейд хаус»).
Четверо детей.
Старший сын — Евгений Коган, родился 27 июля 1988 года в Ленинграде, окончил Санкт-Петербургский государственный университет, в 2011 году завершил обучение в Высшей школе экономики. В 2007—2011 годах работал экономистом ЗАО «БФА-Девелопмент», в 2011—2012 годах — референт Федерального агентства специального строительства (Спецстрой России), с 2012 года — начальник управления внутреннего контроля ЗАО «БФА-Девелопмент», с 2014 года — вице-президент ОАО «Банк БФА», член совета директоров банка «Уралсиб» с 02.06.2014, генеральный директор ООО «Термобимет», производящего измерительные и навигационные приборы.
Средний сын — Ефим Коган, 27 лет, в 2012 году окончил юрфак СПбГУ, совладелец банка БФА.
Дочь — Юлия, 21 год, студентка факультета архитектуры СПбГАСУ.
Младший сын — Яков, 19 лет, студент факультета экономических наук ВШЭ.
Все трое сыновей — выпускники все той же школы № 239, которая ныне является президентским лицеем.
Дядя — Владимир Свердлов, 1936 г. р., был вице-президентом «Банкирского дома „Санкт-Петербург“» и директором «Птицефабрика Северная», вместе с Игорем Коганом владел логистическим комплексом «Осиновая роща».
Двоюродный брат — Юрий Владимирович Свердлов, 1972 г. р., возглавлял сельскохозяйственный дивизион группы Когана, был руководителем «БФА-девелопмент» и депутатом Госдумы V созыва.

## Признание
- Благодарность Президента Российской Федерации (2004)[18]
- Почётная грамота Правительства Российской Федерации (2008)[19]
- Орден «За заслуги перед Отечеством» IV степени (10 ноября 2011) - за достигнутые трудовые успехи и многолетнюю добросовестную работу[20]
- Орден Почёта (2018)[21]

В 2019 году на здании Санкт-Петербургской синагоги открыта мемориальная доска в память о жертвователе и благотворителе Владимире Когане.